# Josef Römelt
Josef Römelt CSsR (* 10. Juli 1957 in Wilhelmshaven) ist ein deutscher römisch-katholischer Theologe und Hochschullehrer.

## Leben
Er trat 1977 in den Redemptoristenorden ein und wurde nach seinem Theologiestudium 1983 zum Priester geweiht. Nach seiner Promotion und der Habilitation im Bereich Moraltheologie in Innsbruck wurde er 1992 Professor für Moraltheologie an der Hochschule seines Ordens im Kloster Geistingen in Hennef (Sieg). Es folgten Gastprofessuren an der Accademia Alfonsiana und der Gregoriana in Rom. Auf den Erfurter Lehrstuhl für Moraltheologie und Ethik wurde er 1995 berufen.
Seine derzeitigen Forschungsschwerpunkte umfassen Paradigmen der theologischen Ethik (Moraltheologie) nach dem II. Vatikanischen Konzil und Fragen der Rechtsethik sowie der Medizinethik.
Seit Juli 2020 ist Römelt auch Spiritual am interdiözesanenen Priesterseminar Erfurt.

## Veröffentlichungen (in Auswahl)

### Monographien
- Personales Gottesverständnis in heutiger Moraltheologie auf dem Hintergrund der Theologien von Karl Rahner und Hans Urs von Balthasar (= Innsbrucker Theologische Studien. Band 21). Tyrolia, Innsbruck 1988, ISBN 3-7022-1645-6 (zugleich Dissertation, Innsbruck 1987).
- Theologie der Verantwortung. Zur theologischen Auseinandersetzung mit einem philosophischen Prinzip (= Wissenschaft und Verantwortung. Band 1). Resch, Innsbruck 1991, ISBN 3-85382-049-2 (zugleich Habilitationsschrift, Innsbruck 1990).
- Anthropozentrische Aporie und christliches Gewissen (= Studien zur theologischen Ethik. Band 60). Herder, Freiburg im Breisgau 1994, ISBN 3-451-23518-8.
- Realistische Freiheit. Gedanken zur Theologie der Verantwortung. Knecht, Frankfurt am Main 1995, ISBN 3-7820-0710-7.
- Vom Sinn moralischer Verantwortung. Zu den Grundlagen christlicher Ethik in komplexer Gesellschaft (= Handbuch der Moraltheologie. Band 1). Pustet, Regensburg 1996, ISBN 3-7917-1506-2.
- Freiheit, die mehr ist als Willkür. Christliche Ethik in zwischenmenschlicher Beziehung, Lebensgestaltung, Krankheit und Tod (= Handbuch der Moraltheologie. Band 2). Pustet, Regensburg 1997, ISBN 3-7917-1538-0.
- Christliche Ethik im pluralistischen Kontext. Eine Diskussion der Methode ethischer Reflexion in der Theologie (= Studien der Moraltheologie. Beiheft 4). 2. aktualisierte Auflage, Lit, Münster 2007, ISBN 978-3-8258-4707-4.
- Menschenwürde und Freiheit. Rechtsethik und Theologie des Rechts jenseits von Naturrecht und Positivismus (= Quaestiones Disputatae. Band 220). Herder, Freiburg im Breisgau 2006, ISBN 3-451-02220-6.
- Dem Sterben einen Sinn geben. Ein theologischer Kommentar zur gegenwärtigen Debatte um Sterbebegleitung und Sterbehilfe (= Zukunftsforum Politik. Band 220). Konrad-Adenauer-Stiftung, Sankt Augustin/Berlin 2006, ISBN 3-939826-17-0.
- Der kulturwissenschaftliche Anspruch der theologischen Ethik (= Quaestiones Disputatae. Band 242). Herder, Freiburg im Breisgau 2011, ISBN 978-3-451-02242-5.
- Christliche Ethik in moderner Gesellschaft. Band 1 Grundlagen (= Grundlagen Theologie). Herder, Freiburg im Breisgau 2008, ISBN 978-3-451-29895-0.

### Als Herausgeber
- als Herausgeber: Hans Rotter: Glaube und Handeln. Christliche Existenz unter dem Anruf Gottes. Tyrolia-Verlag, Innsbruck 1992, ISBN 3702218645.
- als Herausgeber mit Bruno Hidber: In Christus zum Leben befreit. Für Bernhard Häring. Herder, Freiburg im Breisgau 1992, ISBN 3-451-22874-2.
- als Herausgeber: Verantwortung für das Leben. Ethik, Technik, Lebensschutz und Krisenintervention (= Wissenschaft und Verantwortung. Band 2). Resch, Innsbruck 1993, ISBN 3853820573.
- mit Michael Schramm: Jenseits von Pragmatismus und Resignation. Perspektiven christlicher Verantwortung für Umwelt, Frieden und soziale Gerechtigkeit (= Handbuch der Moraltheologie. Band 3). Pustet, Regensburg 1999, ISBN 3-7917-1636-0.
- als Herausgeber mit Augustin Schmied: 50 Jahre Das Gesetz Christi. Der Beitrag Bernhard Härings zur Erneuerung der Moraltheologie (= Studien der Moraltheologie. Beiheft 14). LIT Verlag, Münster 2005, ISBN 3-8258-9060-0.
- als Herausgeber mit Josef Pilvousek: Die Bibliothek des Amplonius Rating de Berka und ihre verborgenen Schätze. Anmerkungen zur Wiederentdeckung „Erfurter“ Augustinus-Predigten (= Erfurter Theologische Schriften. Band 39). Echter, Würzburg 2010, ISBN 978-3-429-03249-4.